# Den Hartog Peak
Il Den Hartog Peak è un modesto picco roccioso antartico, situato sul fianco occidentale della bocca del Ghiacciaio Ramsey, 6 km a sudest del Woodall Peak, nei Monti della Regina Maud, in Antartide.
Il picco è stato scoperto e fotografato durante il volo C del 29 febbraio-1 marzo 1940 dell'United States Antarctic Service; è stato successivamente ispezionato dal geofisico americano Albert P. Crary (1911-1997) nel 1957-58.
La denominazione è stata assegnata dallo stesso Crary in onore di Stephen Den Hartog, glaciologo del gruppo che partecipava alla Traversata della Terra della Regina Vittoria del 1958-59 e che passò l'inverno alla base Little America V nel 1958.